# پیکاتوبا ترنسپورتس آئروس
پیکاتوبا ترنسپورتس آئروس (به انگلیسی: Piquiatuba Transportes Aéreos) یک شرکت هواپیمایی است که در تاریخ ۲۰۰۵ میلادی تأسیس شده است. دفتر مرکزی پیکاتوبا ترنسپورتس آئروس در سانتاری، پارا، برزیل واقع شده‌است و به ۸ مقصد، پرواز انجام می‌دهد.